# Cantó de Breteuil (Oise)
El cantó de Breteuil és un cantó francès del departament de l'Oise, situat al districte de Clermont. Té 23 municipis i el cap és Breteuil.

## Municipis
- Ansauvillers
- Bacouël
- Beauvoir
- Bonneuil-les-Eaux
- Bonvillers
- Breteuil
- Broyes
- Chepoix
- Esquennoy
- Fléchy
- Gouy-les-Groseillers
- La Hérelle
- Le Mesnil-Saint-Firmin
- Mory-Montcrux
- Paillart
- Plainville
- Rocquencourt
- Rouvroy-les-Merles
- Sérévillers
- Tartigny
- Troussencourt
- Vendeuil-Caply
- Villers-Vicomte

## Història
| Data d'elecció                           | Identitat      | Partit                               | Qualitat |
| ---------------------------------------- | -------------- | ------------------------------------ | -------- |
| 1945-1958                                | M. Geffroy     | Divers droite                        |          |
| 1958-1976                                | M. Derogy      | Divers gauche, després divers droite |          |
| 1976-2001                                | Patrick Koster | PS                                   |          |
| 2001-                                    | Jean Cauwel    | Divers droite, després UMP           |          |
| les dades anteriors no són pas conegudes |                |                                      |          |
|                                          |                |                                      |          |

## Demografia
| A partir de 1990: Població sense dobles comptes |